# Innocent (манґа)
Innocent (яп. イノサン, Inosan, укр. Невинний) — серія манґи, написана та проілюстрована Сініті Сакамото, заснована на книзі Масакацу Адаті «The Executioner Sanson». Вона публікувалася в журналі Weekly Young Jump видавництва Shueisha з січня 2013 по квітень 2015 року і була зібрана у дев'ять томів танкобонів. Продовження, Innocent Rouge, виходило в журналі Grand Jump з травня 2015 року по січень 2020 року і було зібрано у дванадцять томів. Сюжет розповідає про родину катів Сансонів у Франції напередодні Французької революції, і зосереджується навколо братів і сестер Шарля Анрі Сансона та Марі Жозеф Сансон.

## Сюжет
XVIII століття в пошуках «свободи і рівності» явило світові подію, з якої пішло становлення всього сучасного французького суспільства — Французьку революцію. Головним героєм є чергова маріонетка історії, Шарль Анрі Сансон, четверта голова сімейства потомствених катів. Свідок Французької революції, який стратив ключових людей держави: короля Людовика XVI, королеву Марію-Антуанетту, Робесп'єра, Сен-Жуста, Дантона…
Його рукою було обезголовлено близько 3000 засуджених. Найвідоміший кат у світі, свого часу був простим хлопчиком, з цього моменту і починається опис його життя.

## Персонажі
- Шарль Анрі Сансон[1]
- Марі Жозеф Сансон[2] (молодша сестра Шарля Анрі Сансона)

## Публікація
Innocent написав та проілюстрував Сініті Сакамото. Манґа публікувалася в журналі Weekly Young Jump видавництва Shueisha з 31 січня 2013 року по 16 квітня 2015 року. Shueisha зібрали розділи в дев'ять томів, випущених з 19 червня 2013 року по 19 травня 2015 року. Під час панелі Anime NYC 2022 року компанія Dark Horse Comics оголосили, що вони ліцензували манґу та планують випустити її збірними томами 3-в-1, перший том вийшов 22 листопада 2023 року.
Продовження Innocent Rouge було серіалізовано в журналі Grand Jump видавництва Shueisha з 20 травня 2015 року по 8 січня 2020 року. Shueisha зібрали розділи в дванадцять томів, випущених з 19 жовтня 2015 року по 19 лютого 2020 року.

### Список томів

#### Innocent
| № | Дата виходу     | ISBN                   |
| - | --------------- | ---------------------- |
| 1 | 19 червня 2013  | ISBN 978-4-08-879565-2 |
| 2 | 19 вересня 2013 | ISBN 978-4-08-879708-3 |
| 3 | 19 грудня 2013  | ISBN 978-4-08-879718-2 |
| 4 | 19 березня 2014 | ISBN 978-4-08-879768-7 |
| 5 | 19 червня 2014  | ISBN 978-4-08-879854-7 |
| 6 | 19 вересня 2014 | ISBN 978-4-08-879898-1 |
| 7 | 19 грудня 2014  | ISBN 978-4-08-890076-6 |
| 8 | 19 березня 2015 | ISBN 978-4-08-890128-2 |
| 9 | 19 травня 2015  | ISBN 978-4-08-890195-4 |

#### Innocent Rouge
| №  | Дата виходу       | ISBN                   |
| -- | ----------------- | ---------------------- |
| 1  | 19 жовтня 2015    | ISBN 978-4-08-890267-8 |
| 2  | 19 травня 2016    | ISBN 978-4-08-890414-6 |
| 3  | 19 липня 2016     | ISBN 978-4-08-890503-7 |
| 4  | 19 жовтня 2016    | ISBN 978-4-08-890535-8 |
| 5  | 17 березня 2017   | ISBN 978-4-08-890620-1 |
| 6  | 18 серпня 2017    | ISBN 978-4-08-890736-9 |
| 7  | 19 грудня 2017    | ISBN 978-4-08-890834-2 |
| 8  | 19 червня 2018    | ISBN 978-4-08-891032-1 |
| 9  | 19 листопада 2018 | ISBN 978-4-08-891131-1 |
| 10 | 17 травня 2019    | ISBN 978-4-08-891292-9 |
| 11 | 19 листопада 2019 | ISBN 978-4-08-891412-1 |
| 12 | 19 лютого 2020    | ISBN 978-4-08-891486-2 |

## Сприйняття
У 2013 році Innocent був відібраний журі в категорії манґи на 17-му Японському фестивалі медіа-мистецтва. У 2014 році він був номінований на 18-ту культурну премію Осаму Тедзуки. У 2015 році він був номінований на восьму Manga Taishō. Innocent Rouge отримав нагороду за досконалість на 24-му Японському фестивалі медіа-мистецтва у 2021 році.